# 손석도
손석도(孫錫度, 일본식 이름: 孫田宗明마고타 무네아키, 1910년 1월 14일 ~ ?)는 일제강점기의 관료 겸 경찰 간부이며, 대한민국의 법조인이다.

## 생애
전라남도 광주에서 출생하였으며 경성제대 법과를 나왔다. 고등문관시험에 합격한 뒤 조선총독부 경부에 임명되어 경찰 간부로 근무했다.
전라남도 경찰부 경무과에서 근무하면서 전남경찰교습소 교관을 겸하다가, 전남 함평군 군수가 되어 관계로 잠시 이동했다. 이후 1940년대에 다시 경찰로 돌아와 도경시로 승진하여 황해도 경찰부 보안과장을 지냈다. 1943년을 기준으로 종6위에 서위되어 있었다.
1945년 8월 태평양 전쟁 종전 시점에 경시 계급에 있던 조선인 8명 중 한 명이었다. 종전을 1주일 앞두고 경기도 경찰부 회의실에서 간부 회의가 열렸을 때, 조선인 경찰로는 형사과장 최연, 보안과장 전봉덕, 성동서장 손석도 등 최고 간부만이 참석했다. 이 자리에서는 일본 제국의 항복이 멀지 않았다는 고급 정보가 공유되었다.
미군정 지역에 남아 서울중부경찰서장을 지냈고, 이후 변호사를 개업하고 법조인으로 활동했다. 1965년에 성곡언론문화재단이 설립될 때 《조선일보》 주필인 최석채와 함께 준비 작업을 맡았다.
2002년 발표된 친일파 708인 명단 중 경시 부문에 수록되었고, 2008년 민족문제연구소가 발표한 친일인명사전 수록예정자 명단 중 관료와 경찰 부문에 포함되었다.

## 참고자료
- 손석도(孫錫度) - 국사편찬위원회